# Karl Marstrand Mechlenburg
Karl Marstrand Mechlenburg (* 26. Oktober 1876 in Leck; † 3. Juli 1957 in Kiel) war ein deutscher Jurist, Konsul und Gesandter mit der Amtsbezeichnung Gesandtschaftsrat.

## Berufliche Entwicklung
Als Karl Marstrand Mechlenburg zwei Jahre alt war, verstarb seine Mutter. Kurz darauf heiratete der Vater erneut, und so wurde Sophie Amalie Mechlenburg seine Stiefmutter. Er besuchte das Gymnasium in Rendsburg, und nach seinem Schulabschluss begann er eine Berufsausbildung als Schiffbauer auf der Howaldtswerke-Deutsche Werft in Kiel, wohin die Eltern inzwischen verzogen waren. Nach Abschluss der Lehre 1897 begann Mechlenburg ein Studium der Rechtswissenschaften, der chinesischen und japanischen Sprache an der Friedrich-Wilhelms-Universität Berlin, der Christian-Albrechts-Universität zu Kiel und der Universität Leipzig. Die Diplomprüfung für Japanisch bestand er 1901 am Seminar für Orientalische Sprachen in Berlin. Kurz darauf legte er an der Universität in Kiel das juristische Examen ab und wurde dann zum Dr. jur. promoviert. Noch im gleichen Jahr ging er nach Berlin und war ab April im preußischen Justizdienst angestellt. Im Juli 1901 erfolgte seine Berufung in den Auswärtigen Dienst als Dolmetscher-Aspirant.
Sein erster Auslandsauftrag führte Karl Marstrand Mechlenburg noch im Dezember 1901 an die deutsche Gesandtschaft in Tokio. Geschäftsträger war hier Casimir Graf von Leyden (1852–1939). In den nächsten drei Jahren wurde er zwischendurch immer wieder zum deutschen Konsulat nach Yokohama abgestellt. Der Einsatz in Tokio endete dann Ende 1904. Von hier wechselte er für zwei Jahre als Dolmetscher an das Konsulat in Nagasaki. Ab Sommer 1906 wurde Mechlenburg die Leitung des Konsulats Tamsui-Twatutia auf Formosa übertragen. Von hier kehrte er 1908 an die deutsche Botschaft in Tokio zurück. Hier hatte inzwischen der Geschäftsträger gewechselt. Sein Vorgesetzter war nun der Leiter der Gesandtschaft Alfons Mumm von Schwarzenstein (1859–1924). Während dieser Zeit publizierte er im Zusammenwirken mit dem Justiziar der Gesandtschaft, Karl Vogt (1878–1960), zwei Arbeiten über deutsches und japanisches Recht, um die Arbeit des Botschaftspersonals und der zu betreuenden deutschen Unternehmen zu erleichtern. Das betraf besonders rechtliche Fragen des Erwerbs von Eigentum sowie Auslegungen des japanischen Prisenrechtes. Doch dieser Einsatz in Tokyo war nur von kurzer Dauer, da er bereits im September nach Nagasaki versetzt wurde. Von dort kehrte er 1911 wieder nach Tokio zurück. Er wurde zum Legationsrat ernannt. Nach einer kurzen Einarbeitungszeit wurde Mechlenburg Botschaftsrat und arbeitete an der Seite des Botschafters Arthur Alexander Kaspar von Rex (1856–1926). Während dessen Abwesenheit übte er die Stellvertreter-Funktion an der Botschaft aus. Mit der Kriegserklärung Japans an Deutschland am 23. August 1914 musste er das Land verlassen, da die Botschaft geschlossen wurde.
Nach Aushändigung der Pässe reiste Karl Marstrand Mechlenburg noch im August 1914 in die Vereinigten Staaten, da er zur deutschen Botschaft in Washington abkommandiert war. Nach einer gewissen Einweisungszeit erfolgte sein Einsatz am Generalkonsulat New York. Aber bereits im April des Folgejahres trat er in den einstweiligen Ruhestand. Er kehrte nach Kiel zurück und wohnte dort bei seinen Eltern. Im Jahre 1917 wurde er zum kaiserlichen Heer nach Oberstdorf eingezogen. Hier erlebte er die letzten Jahre des Ersten Weltkrieges. Unmittelbar nach den ersten Stabilisierungsschritten der Weimarer Republik wurde Mechlenburg vom Auswärtigen Amt wieder aktiviert und zur Unterstützung des Wiederaufbaus der deutschen Botschaft nach Japan entsandt. Botschafter in Tokio war ab diesem Zeitpunkt Wilhelm Solf (1862–1936). Nach zwei Jahren notwendiger Aufbauarbeit und der Herstellung der Informationsnetzwerke in die Spitzenbereiche der japanischen Regierung und Wirtschaft wurde er 1922 in den Ruhestand versetzt.
Wieder in Deutschland zurück, nahm Karl Marstrand Mechlenburg seinen Wohnsitz in Kiel. In den Folgejahren war er immer wieder für längere Phasen zur Erledigung von Aufträgen in anderen Städten Deutschlands eingesetzt. Während dieser Zeit ließ er seinen Namen ändern und hieß ab Mai 1923 Marstand-Mechlenburg. Erst ab 1926 kehrte er generell nach Kiel zurück.
Am 3. Juli 1957 verstarb Karl Marstrand-Mechlenburg in Kiel.

## Familie
Die Eltern von Karl Marstrand Mechlenburg waren der Apotheker Christian Emil Marstrand Mechlenburg (1844–1918) und dessen Ehefrau Margarete, geborene Mitterein (1851–1878). Nach dem Tod seiner leiblichen Mutter 1878 wurde Sophie Amalie geborene Petersen (1856–1927) seine Stiefmutter. Er selbst blieb unverheiratet.